# Rabzhima Corona
Rabzhima Corona est une corona, formation géologique en forme de couronne, située sur la planète Vénus par 4,9° N et 11° E. Elle est localisée dans le quadrangle de Sappho Patera. Elle a été nommée en référence à Rabzhima, déesse grand-mère des Tibétains. 

## Géographie et géologie
Rabzhima Corona couvre une surface circulaire d'environ 100 km de diamètre. 